# Calle 13 (banda)
Calle 13 fue una agrupación musical originaria de Puerto Rico y dedicada al rap fusión. Este grupo fue creado y conformado por los hermanos puertorriqueños Residente (René Pérez Joglar), Visitante (Eduardo Cabra Martínez) e ILe (Ileana Cabra Joglar). Residente es cantante, compositor y productor discográfico, mientras que Visitante es compositor, arreglista, director musical y multiinstrumentista de piano, melódica, guitarras eléctricas, entre otros. ILe, la media hermana de ambos, es la voz femenina del grupo.
La banda se caracterizó por su estilo musical ecléctico, que mezcla estilos muy variados, tales como rap, rock, ska, merengue, bossa nova, música balcánica, folclore latinoamericano, cumbia colombiana, cumbia villera, candombe, salsa, afrobeat, electrónica, entre otros, a menudo utilizando instrumentos no convencionales. En un primer momento se calificó a la banda como un grupo de reguetón, si bien pronto se desmarcan de este estilo.[cita requerida] La banda también fue conocida por sus letras satíricas, así como un comentario social sobre temas de cultura y política latinoamericana y actualidad mundial.
La banda ha ganado 24 Premios Grammy Latinos y 379 premios en total, siendo así en la música urbana los máximos ganadores del Grammy. En poco tiempo de trayectoria, el dúo se popularizó en América Latina.
En julio de 2014, Calle 13 anunció a través de su publicista, Nannette Lamboy, que se tomaría un descanso para que los miembros del grupo pudieran realizar sus proyectos personales. La noticia fue oficializada confirmando además que la presentación de la banda en las festividades de los Juegos Panamericanos de Toronto 2015. En 2016 estuvieron en los Premios Latin Grammy Awards, en donde interpretaron "El aguante", siendo esta la última vez en la que el grupo se presentó antes de su separación definitiva.

## Historia

### Creación del grupo
Los hermanastros René Pérez Joglar y Eduardo José Cabra nacieron ambos en 1978, en un vecindario de clase media de Trujillo Alto, una urbanización de San Juan, Puerto Rico. Se conocieron a los dos años de edad, cuando la madre del primero se casó con el padre del segundo. Más tarde sus padres en común se divorciaron, no obstante los hermanos mantuvieron el contacto y su buena relación. Tanto el nombre de la banda como sus apodos de «Residente» y «Visitante», respectivamente, surgen de la época de su niñez, siendo la Calle 13 la dirección en la cual vivía René por entonces y a la cual iba Eduardo a visitarlo regularmente. Ambos, al llegar a la casa del primero, debían decirle al guardia de seguridad si eran «residente» o «visitante».
René hizo estudios artísticos relacionados con imagen, diseño y animación, mientras que Eduardo comenzó a estudiar formalmente música desde los seis años, continuando con ella en sus estudios superiores, además de estudiar un bachillerato en informática y otro en contabilidad.
Acabados sus estudios, comenzaron a grabar música juntos en 2004, con la idea de subir sus trabajos en un sitio web, comenzando con las maquetas «La Tripleta» y «La Aguacatona». Un año después, se contactaron con la casa discográfica White Lion, y el dueño del sello, Elías de León, al oír las pistas enviadas por los hermanos, se quiso reunir rápidamente con René, quien trabajaba por entonces como dibujante de arquitectura, para trabajar con ellos.

### El principio
En 2005 apareció el primer video musical de Calle 13, correspondiente a su primer sencillo «Se vale to-to», siendo financiado por el sello White Lion con un costo total de catorce mil dólares. Fue filmado y editado por el mismo Residente, con la ayuda de un primo. La canción logró escucharse con relativa frecuencia en las radios de Puerto Rico. Por otra parte, Elías de León conectó a Residente con Julio Voltio, quien grababa para su mismo sello. Así Calle 13 colaboró en la canción de reguetón «Chulin culin chunfly» de Voltio, que tuvo al momento de su lanzamiento un marcado éxito.
El 24 de septiembre del mismo año lanzaron viralmente a través de Internet el tema «Querido FBI», sólo treinta horas después del asesinato de Filiberto Ojeda Ríos, líder del grupo nacionalista Los Macheteros, que proclamaba la independencia de Puerto Rico de los Estados Unidos. La canción, escrita por Residente y que está dirigida en contra del FBI, la Oficina Federal de Investigación de Estados Unidos, causantes del asesinato, provocó un fuerte impacto mediático, apareciendo en diversos medios de prensa locales.
En noviembre de 2005 se lanzó Calle 13, el primer álbum de la banda, que alcanzó el sexto puesto en la lista musical Top Latin Albums de Billboard y consiguió un buen recibimiento a nivel local.
El mes siguiente, el Gobernador de Puerto Rico Aníbal Acevedo Vilá reveló su gusto por la música de la banda, invitándolos a La Fortaleza y realizando juntos en diciembre una campaña en contra de realizar disparos al aire para las celebraciones de Año Nuevo, una práctica común en la isla. La campaña se llamó «Las balas no van al cielo. Los niños sí», y llevaron a Calle 13 a componer su tema «La ley de gravedad». Esta buena relación con Acevedo continuaría los años siguientes, declarándose en 2010 totalmente en contra de la censura del tema de la banda «Digo lo que pienso» por parte de la Junta de Reglamentadora de Telecomunicaciones.
No obstante el buen recibimiento local del álbum debut de la banda, fue en 2006, luego de la aparición del sencillo «Atrévete-te-te», cuando su disco adquirió notoriedad en el extranjero, comenzando a ser escuchado inicialmente en el sur de California, y obteniendo ese año tres Premios Grammy Latinos, en las categorías de Mejor artista nuevo, Mejor álbum de música urbana y Mejor vídeo versión corta. Ese mismo año colaboraron también con la cantante canadiense Nelly Furtado en la nueva versión de su sencillo «No hay igual», para el cual se lanzó también un video musical. Para la presentación de Los Premios MTV Latinoamérica de ese año, donde la banda también fue ganadora en la categoría de Artista promesa, Calle 13 participó en la actuación de Furtado. Luego del evento, MTV Networks invitó a Nelly Furtado y a Calle 13 a participar del estreno mundial del canal de televisión Tr3́s, orientado a latinoamericanos e hispanohablantes de entre 13 y 25 años residentes pero aculturados en Estados Unidos. El éxito de Calle 13 continuó expandiéndose desde entonces, extendiéndose masivamente a través Internet, especialmente por América Latina y España, siendo Residente en octubre de 2006 descrito en el The New York Times como «el primer intelectual que llega al estrellato del género reguetón».

### Diversificación musical y consolidación

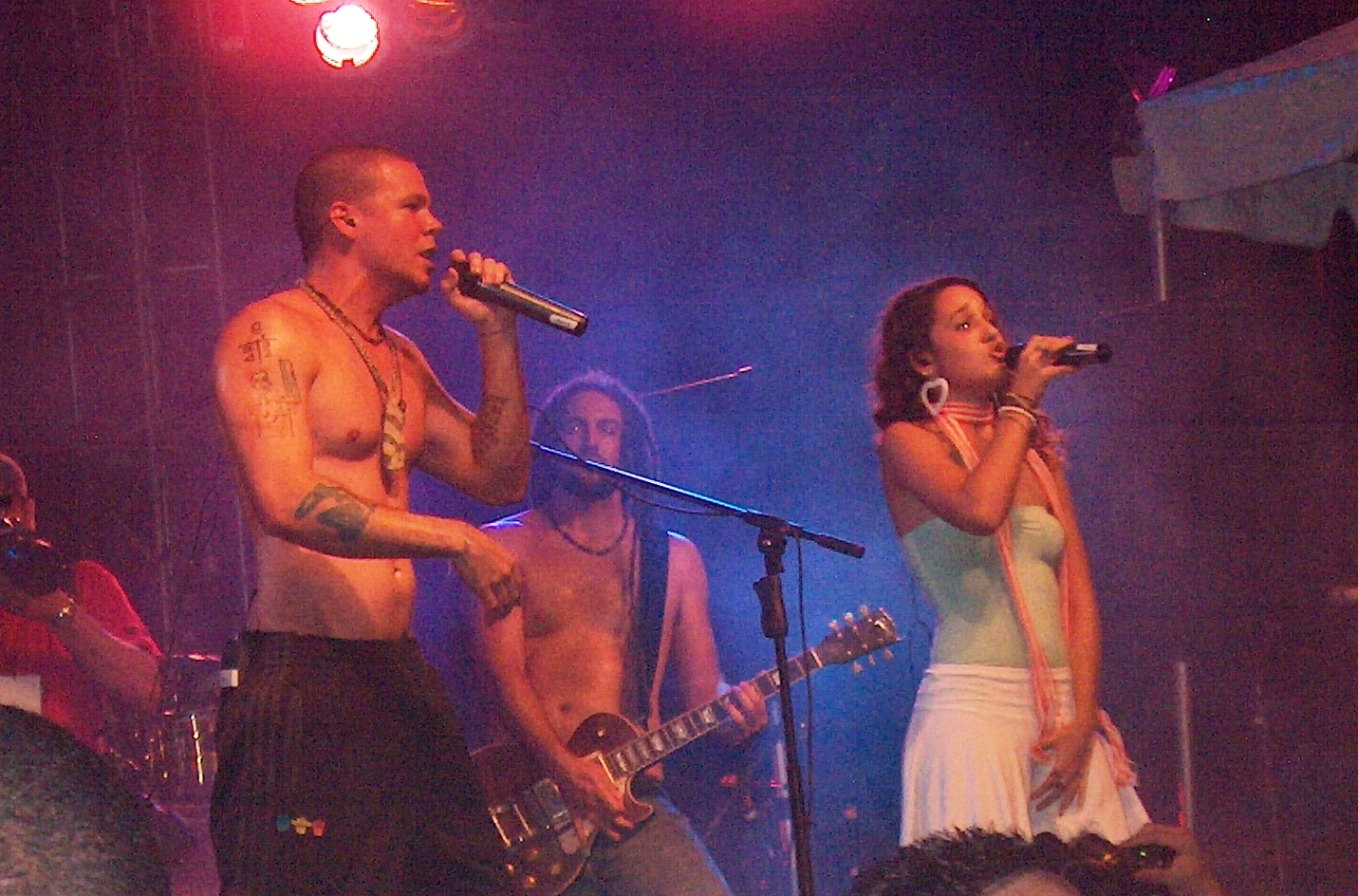
Residente y PG-13 en el 34.º Festival de Apoyo Claridad 2008, en San Juan, Puerto Rico.

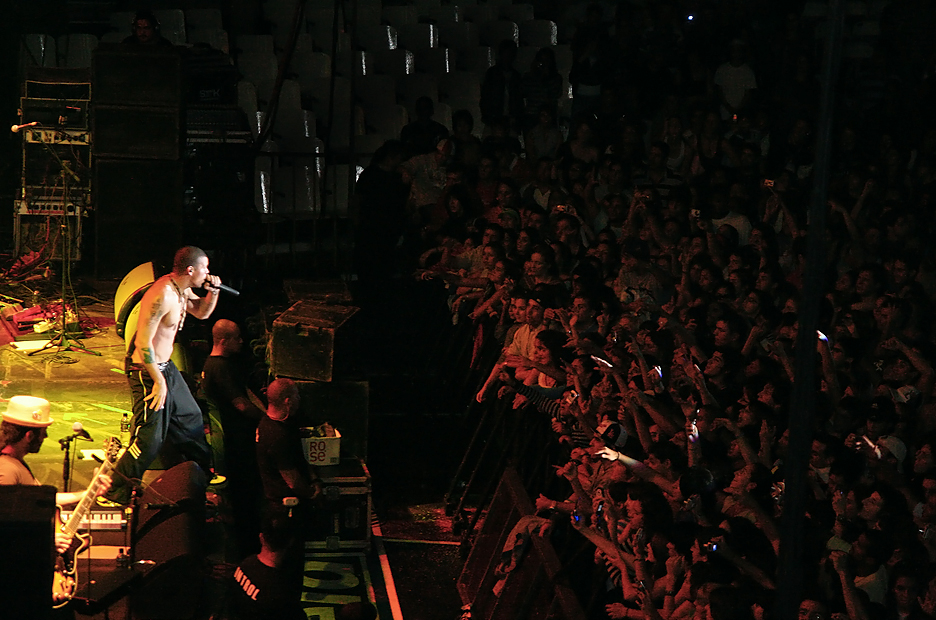
Calle 13 en un concierto de marzo de 2008 en el Palacio Peñarol de Montevideo, Uruguay.

El 24 de abril de 2007, Calle 13 lanzó su segundo álbum, titulado Residente o visitante, en el cual colaboraron varios artistas, tales como Gustavo Santaolalla con Bajofondo, La Mala Rodríguez, Tego Calderón, Orishas y Vicentico. En la canción «Algo con-sentido» cantó además por primera vez en una grabación oficial de la banda Ileana Cabra Joglar, hermana de Residente y Visitante, alias «PG-13», quien ya había participado el año anterior en conciertos en vivo y que se convertiría poco después en la segunda voz oficial de la banda. Su apodo fue sugerido por su primo Ian Marcel, refiriéndose a la clasificación de películas para menores de edad PG-13, en relación con que ella era menor de edad en aquel entonces.
El álbum alcanzó rápidamente el primer lugar en los Top Latin Albums de Billboard, siendo además muy promocionado en el canal Tr3́s de MTV, donde pasaron frecuentemente su nuevo video musical del sencillo «Tango del pecado». Ese año volvieron a ganar dos Premios Grammy Latinos, en las categorías de Mejor álbum de música urbana y Mejor canción urbana.
El 7 de octubre de 2008, apareció su tercer álbum de estudio, Los de atrás vienen conmigo, que se caracteriza por una marcada diversificación de estilos musicales, introduciéndose en una faceta más experimental y de música urbana, siendo apoyados por banda musical, pasando por el candombe e incluso por la electrónica. En el disco colaboraron Café Tacuba, en el tema «No hay nadie como tú», y Rubén Blades junto con el conjunto argentino de percusión La Chilinga en «La Perla». Tanto el álbum como ambos sencillos recibieron una excelente crítica.
"Entren los que quieran" es el cuarto álbum de estudio del grupo puertorriqueño Calle 13, lanzado el 26 de octubre de 2010 por el sello Sony Music Latin, terminando su contrato con esta compañía, cuestión sobre la que ironiza en el primer corte del disco.
Calle 13 experimenta en el disco una nueva evolución en el estilo, utilizando más elementos del folclore latinoamericano, canción de autor, rock, merengue, entre otros, con un mayor compromiso social en las letras. La banda se hizo ganadora con este álbum de 10 nominaciones a los premios Latin Grammys de los cuales logró ganar 9.
El primer sencillo, «Calma pueblo», es un torrente de quejas sobre la ira, la desilusión y el deseo de la libertad personal. Su vídeo cuenta con una caravana de actores desnudos corriendo entre los rascacielos del distrito financiero de San Juan, Puerto Rico.
El segundo sencillo es «Vamo' a portarnos mal», que fue lanzado en su página oficial de Facebook. Este tema fue recibido con una buena crítica por su mezcla de merengue y ska.
El tema «El hormiguero» fue compuesto con la ayuda del Twitter: Habla sobre los inmigrantes en general, y se incluyen grabaciones de los fanes en varios idiomas, así como fragmentos de discursos del Subcomandante Marcos, Che Guevara y Salvador Allende.
La canción Latinoamérica cuenta con la participación de las cantantes Totó la Momposina de Colombia, Susana Baca de Perú y la brasileña María Rita, que, en un momento de su participación, canta en portugués. Asimismo, el productor Gustavo Santaolalla, tocando diversos instrumentos musicales folklóricos. Es la canción más representativa del álbum. A los tres días de su estreno, el videoclip alcanzó el millón de visitas, y, a la semana, más de 2 millones y medio. Se ha hecho popular en las redes sociales y ha alcanzado el 3.er lugar en el ranking mundial de Billboard.
"MultiViral" publicado en 2014, es la quinta producción de Calle 13, el álbum es el primero que sale bajo su propio sello disquero, El Abismo.
En esta nueva producción del grupo liderado por Residente y Visitante destaca la participación de algunos artistas, como el cantautor cubano Silvio Rodríguez, en el tema "Ojos color sol" y Biga Ranx, que aporta influencias líricas jamaiquinas y francesas en el tema: "Perseguido".
La participación del fundador de WikiLeaks, Julián Assange es notoria en la canción que lleva el mismo nombre que el disco, MultiViral, y que habla de la manipulación mediática y la desinformación, como respuesta al poder de los grandes intereses. En el mismo tema participa Kamilya Jubran, intérprete y música israelí-palestina.

### La búsqueda del contenido social
En julio de 2009, Residente y Visitante lanzaron su documental Sin mapa, el cual fue exhibido por la cadena MTV y en el que se muestra la búsqueda de la banda por encontrarse una identidad propia, íntimamente ligada a la realidad latinoamericana y el contenido social. Ambos hermanos, acompañados por Gabriel Cabra Joglar (hermano de ambos), Ismael Cancel (batería de la banda) y Brian Rodríguez (encargado de seguridad de la banda), son entrevistados y grabados cámara en mano por el integrante de etnia gitana Johnny Salazar mientras realizan una travesía que comienza en Nicaragua y continúa por Perú y Machu Picchu, Venezuela y Colombia. En paralelo se muestran imágenes de conciertos y de su repentino ascenso a la fama, lo que se retrata también a través de la canción de su segundo álbum, titulada «La fokin' moda».
El 15 de octubre de ese año, Residente y Nelly Furtado participaron como anfitriones de la entrega de los Premios MTV 2009, transmitida en directo desde el Anfiteatro Gibson de Los Ángeles, California. Durante sus intervenciones, Residente aprovechó de hacer numerosas declaraciones y manifestaciones políticas, portando diversas camisetas con mensajes enviados por sus seguidores a través de la red social de Twitter. Los distintos mensajes en las camisetas rezaron «Chávez nominado mejor artista pop», en referencia al presidente venezolano; «Mercedes Sosa sonará X 100pre», recordando a la recién fallecida cantautora con quien habían grabado ese mismo año «Canción para un niño en la calle», de su álbum Cantora, un viaje íntimo; «Viva Puerto Rico libre», en relación con su apoyo de la independencia del Estado libre asociado, dependiente de Estados Unidos; «Micheletti rima con Pinocheti», comparando el Golpe de Estado en Honduras de 2009 con el Golpe de Estado en Chile de 1973; «Uribe para (bases) militar(es)», en relación con un acuerdo militar entre Colombia y Estados Unidos de 2009, para implantar bases militares en territorio colombiano, que fue liderado por el entonces mandatario; «Fortuño esquiva este huevo», en alusión a un incidente en Puerto Rico donde un ciudadano lanzó un huevo al gobernador de la isla en muestra de su descontento por despidos masivos en el sistema público; y «México nunca olvida, 2/oct/68», recordando la «Matanza de Tlatelolco» en México de 1968. Estos mensajes ocasionaron opiniones encontradas en los medios de prensa y la opinión pública. Algunas de sus consecuencias fue que debido a los mensajes en contra de Uribe, la alcaldía de Manizales cancelara un concierto que Calle 13 tenía planificado en dicha ciudad. En dicha premiación Calle 13 resultó ganadora en la categoría de Mejor artista urbano.
Ese año la banda ganó cinco Premios Grammy Latinos, a Mejor álbum de música urbana y Álbum del año, por Los de atrás vienen conmigo; Mejor vídeo musical versión corta, por la canción «La Perla»; y Mejor canción alternativa y Grabación del año, por «No hay nadie como tú».
El 26 de octubre de 2010 lanzaron su cuarto disco, Entren los que quieran, en cuyo sencillo «Calma pueblo» colaboró el músico Omar Rodríguez López de la banda de rock experimental The Mars Volta.

## Estilo musical

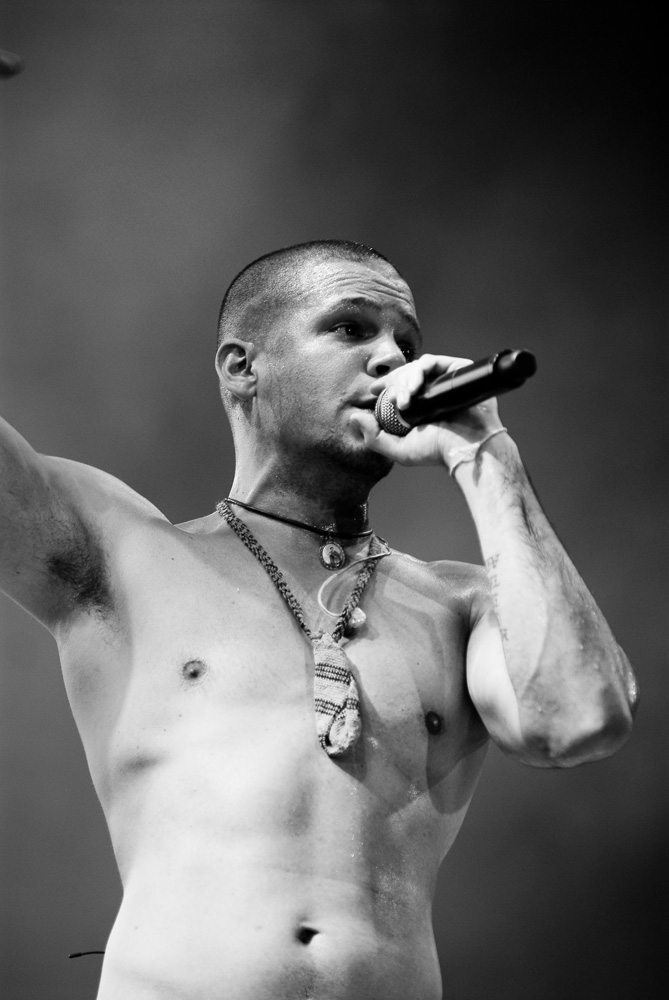
Residente cantando en Veracruz, México el 29 de agosto de 2009.

A pesar de que muchas personas etiquetaron la música de la banda como reguetón por su primer disco Calle 13, ellos intentaron distanciarse del estilo. Visitante, siendo un músico profesional, intenta fusionar estilos diversos en las canciones del grupo. Los primeros cortes incluyen elementos de jazz, bossa nova y salsa, mientras sus canciones recientes incluye cumbia, tango, electrónica y otros. En sus giras recientes alrededor del Latinoamérica, ellos han añadido diferentes elementos musicales depende al lugar donde la banda está tocando, todavía manteniendo en la mayoría de sus canciones el ritmo «Dem Bow» tradicional del reguetón así como en su sencillo «Tango del Pecado» y el remix para «Suave».
El cantante Residente se resiste a etiquetar su música en un género específico, en lugar de llamarlo estilo urbano y llano. Él tuvo una clara preferencia del hip hop sobre el reguetón tradicional y ambos, él y su hermano, justifican diciendo que sólo tres canciones de las quince canciones de su primer álbum epónimo, así como cuatro de sus quince canciones de su álbum Residente o Visitante, incluye ritmos de reguetón. Residente dijo sobre el estilo musical del grupo: «Me encanta mezclar cosas, como en nuestra canción "La jirafa". Tenemos tambores de Brasil combinado con el tema musical de la película Amélie. Es una gran canción, una declaración de amor para una mujer, pero sobre Puerto Rico también. Creo que por eso la gente le gusta nuestra música, porque —sexualmente hablando o políticamente hablando— es algo muy real».
El estilo musical de Residente es inspirado parcialmente por la acercamiento lírico usado por los artistas como Vico C, Ice Cube, LL Cool J, Tupac Shakur, Notorious B.I.G., Snoop Dogg, Cypress Hill, Beastie Boys, Los Prisioneros, Nas, Big L, Crass, Mexicano 777, Croneylardo y Tego Calderón,[cita requerida] tratando de minimizar lo que ellos refieren como los «clichés» del género —como las confrontaciones abiertas con otros raperos, conocido tiradera en el dialecto puertorriqueño. Él intenta desviarse de la típica «estética de aspirante gangsta» de la música reguetón. La marca de Residente es un estilo lírico lleno de sarcasmo, sátira, parodia y temas controversiales, que algunos críticos y fanes han vinculado a Eminem. Jason Birchmeier de Allmusic escribe que el estilo lírico de Residente y la entrega «evita los clichés del reguetón mostrando un sano sentido de humor y un enfoque casi bufonesco al sarcasmo... Un mundo aparte de la valentía real de la mayoría de los cantantes de reguetón, por no hablar de los destellos obligatorios de la misoginia y la violencia callejera que acompañan a estos arrogantes». Residente también utiliza la jerga puertorriqueña considerablemente (que a veces tiene una dosis notable de espanglés), así como alegorías. A inicios de su carrera, Residente expresó un deseo de escribir lírica solamente en español, sin embargo él ha declarado recientemente que empezó a escribir en inglés para poder comunicar a la comunidad de oyentes de habla inglesa.
La lírica distintiva de Residente trata una amplia y ecléctica variedad de temas. Él menciona (y a veces ridiculiza) celebridades e iconos reconocidos como Diddy y Pablo Escobar en la canción «Pi-Di-Di-Di (La especialidad de la casa)»; Mickey Mouse, Redman, The Notorious B.I.G., Eazy-E, B-Real, Snoop Dogg, Nas y 2Pac en «Tengo hambre»; 50 Cent en «La Crema»; Madonna y Michael Jackson («Quiero decir, Maradona», dice Residente) en «Sin Exagerar»; la cantante puertorriqueño Nydia Caro (con mucho afecto) en «La era de la copiaera»; el luchador Abdullah el Carnicero en «Tributo a la policía», y la más controversial, su pista criticada apuntando al Buró Federal de Investigación en «Querido F.B.I.». La canción «A limpiar el sucio» se rumorea de ser un ataque cubierto (algo directo) al periodista puertorriqueño de entretenimiento Milly Cangiano. También menciona a Osvaldo Ríos, Don Francisco, Luis Miguel, Lou Briel, Emmanuel, Juan Gabriel, Amanda Miguel, TV Azteca y Osama Bin Laden en «Que lloren», y a The Beatles en «Calma pueblo», así como de manera indirecta a artistas como Daddy Yankee, Wisin & Yandel, Don Omar, Porta, y a los sellos discográficos WY Records y El Cartel Records.
Visitante, en la otra mano, está influenciado fuertemente por la electrónica, la música global y particularmente el folclor latinoamericano y la música popular. Recientemente, Visitante ha clamado ser influenciado por la música de Europa Central como Fanfare Ciocărlia (particularmente su colaboración con la banda gitana Kaloome, también conocido como «Los Reyes y Reinas Gitanas», y el grupo de Emir Kusturica, «The No Smoking Orchestra». En presentaciones en vivo, Visitante puede ser visto tocando una variedad de instrumentos: guitarra eléctrica, sintetizadores, un acordeón, una melódica, un cuatro puertorriqueño y un theremín.
Línea de tiempo:

## Campañas humanitarias

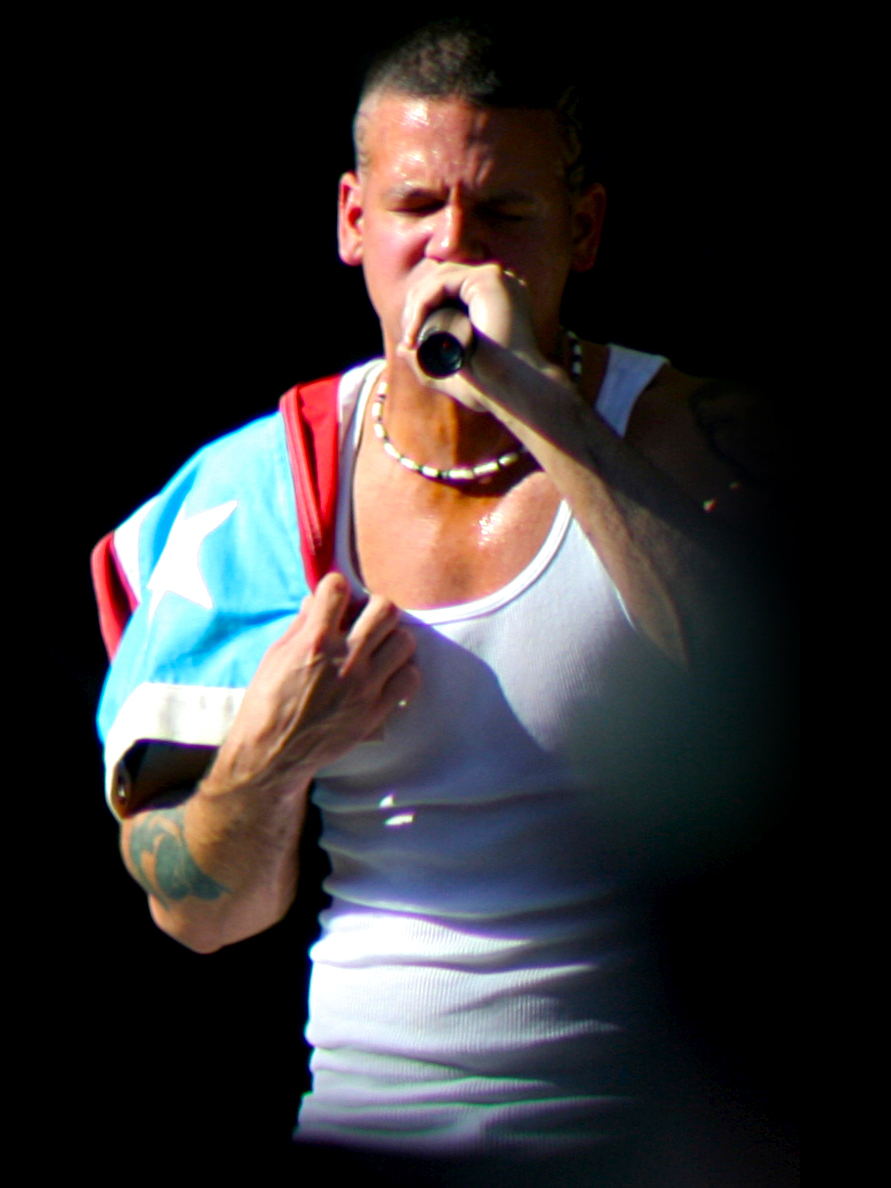
Residente en un concierto en Nueva York, Estados Unidos con la bandera de Puerto Rico.

Calle 13 ha dirigido y participado en diversas campañas de filantropía en América Latina. El 24 de noviembre de 2010, la banda realizó un concierto en Buenos Aires, Argentina titulado «Íntimo e interactivo», organizado por MuchMusic y donde se canjearon entradas por cajas de leche en polvo maternizada, las cuales fueron luego donadas a comedores de ayuda a través de la organización Semiyero.
Ese mismo año participaron en un festival gratuito en Plaza de Mayo con el objetivo de pedir justicia por el asesinato del argentino de izquierdas militante del Partido Obrero Mariano Ferreyra.
En febrero de 2011, Calle 13 realizó tres presentaciones en el Luna Park de Buenos Aires, donde recolectaron materiales escolares que fueron destinados al Centro Cultural Borda, para apoyar las terapias y actividades artísticas que brindan a los pacientes de salud mental del Hospital Borda. A partir de abril de ese año, Residente comenzó a adoptar también una postura más activa con respecto a la descolonización de Puerto Rico de Estados Unidos, luego de que el Estado libre asociado no fuera considerado parte de la Comunidad de Estados Latinoamericanos y Caribeños (CELAC). En noviembre realizaron un concierto en El Salvador, cuyas entradas fueron cobradas en paquetes de porotos y arroz que fueron destinados a los afectados por las intensas lluvias que azotaron durante dos semanas a dicho país durante el mes anterior, dejando 34 muertos y decenas de miles de damnificados.
En julio de 2012, junto con MTV Exit y Unicef la banda lanzó el documental Esclavos invisibles, que habla sobre la trata de personas en Latinoamérica. El documental también fue presentado en Casa de América de Madrid, España. También con el apoyo de Unicef, el mismo año iniciaron una campaña con Amnistía Internacional en contra de la portación de armas en Puerto Rico y Latinoamérica. El lanzamiento de la campaña coincidió con el de su videoclip del sencillo La bala, dirigido por el colombiano Simón Brand. El 25 de noviembre, participaron en el Festival de la Ciudad de Durango, México, donde quinientos boletos para el concierto fueron intercambiados por ropas de invierno como donación para familias necesitadas.
Los integrantes de Calle 13 han apoyado también en numerosas ocasiones una educación pública y gratuita para países latinoamericanos tales como República Dominicana, Puerto Rico, Colombia y Chile. En la entrega de los Premios Grammy en 2011, por ejemplo, se manifestaron en contra de la reforma de la Ley 30 en Colombia, y a favor de la lucha estudiantil de Puerto Rico, de la Movilización estudiantil de Chile y del 4% de inversión para la educación pública de República Dominicana.
Además han manifestado su apoyo al pueblo mapuche en Chile, que vive inmerso en un conflicto aún no solucionado; al Movimiento YoSoy132 de México, que buscó denunciar irregularidades en los medios de comunicación de dicho país; al cierre del proyecto del gasoducto en Puerto Rico; al movimiento chileno Patagonia sin represas que se opone a la construcción de la central hidroeléctrica HidroAysén en el sur del país.
El impacto de las campañas y manifestaciones de la banda se ha incrementado a través de las redes sociales. En 2013, el Gobernador de Puerto Rico Alejandro García Padilla citó a Residente en dos ocasiones con la frase «La educación es la nueva revolución», que formó parte de un discurso del cantante que compartió a través de las redes sociales:

«La educación es nuestra nueva revolución, no es el fusil. Aquí se dispara con palabras, se asesina con conocimiento, nuestra guerrilla son los libros.»
Residente - Calle 13

## Discografía

### Álbumes de estudio
- 2005 - Calle 13
- 2007 - Residente o Visitante
- 2008 - Los de atrás vienen conmigo
- 2010 - Entren los que quieran
- 2014 - Multi viral

## Videografía
- 2005:
  - «Querido F.B.I.»
  - «Se vale to-to»
  - «¡Atrévete-te-te!»
  - «Suave»
  - «La jirafa»
- 2006: 
  - «Chulin culin chunfly» (con Julio Voltio)
  - «No hay igual» (con Nelly Furtado)
- 2007:
  - «Tango del pecado» (con Bajofondo, Gustavo Santaolalla, Julio Voltio y Tego Calderón)
  - «La cumbia de los aburridos»
  - «Pa'l norte» (con Orishas)
  - «El mellao» (con Julio Voltio)
- 2008: 
  - «Un beso de desayuno»
  - «No hay nadie como tú» (con Café Tacuba)
- 2009:
  - «Electro movimiento» (con Cucci Amador, Afrobeta)
  - «La perla» (con Rubén Blades y La Chilinga, escuela popular argentina de percusión)
  - «Fiesta de locos»
- 2010: 
  - «Crashhh!!!»
  - «John, el esquizofrénico»
  - «Calma pueblo» (con Omar Rodríguez-López)
  - «Vamo' a portarnos mal»
- 2011: 
  - «Baile de los pobres» (filmado por Diego Luna)
  - «Latinoamérica»
  - «Muerte en Hawaii»
  - «Prepárame la Cena»
  - «El Hormiguero»
- 2012: 
  - «La bala»
  - «La vuelta al mundo»
- 2013: 
  - «Multi Viral» (con Julian Assange, Tom Morello y Kamilya Jubran)
  - «Digo Lo Que Pienso»
- 2014: 
  - «Adentro»
  - «El aguante»
  - «Ojos color sol» (con Silvio Rodríguez)
  - «Así de grandes son las ideas»
- 2015: 
  - «La vida (Respira el momento)»

### Documentales
- 2009: 
  - «Sin mapa»
- 2012: 
  - «Esclavos Invisibles» (en colaboración con MTV)

## Premios y reconocimientos
Calle 13 ha ganado un total de 22 Premios Grammy Latinos, siendo la banda que ha ganado más premios de este tipo. También han ganado tres Premios Grammy.
Además de las premiaciones por sus álbumes y canciones, han sido reconocidos en distintas ocasiones por su compromiso social. El 12 de marzo de 2012 recibieron el premio Líderes de la Revolución, otorgado en el Festival SXSW Interactive de Austin, Texas, por sus aportaciones a través de redes sociales. El 1 de junio del mismo año, recibieron el Premio Rodolfo Walsh otorgado por la Facultad de Periodismo y Comunicación Social de la Universidad Nacional de La Plata, Argentina. Finalmente, el 16 de septiembre de 2012 Amnistía Internacional reconoció a Calle 13 como Emisario de Conciencia 2012, «por su compromiso social y su identificación con los jóvenes de Latinoamérica».
Premios Grammy Latinos
| Año  | Premio                                | Trabajo                     | Resultado |
| ---- | ------------------------------------- | --------------------------- | --------- |
| 2006 | Mejor artista nuevo                   | Calle 13                    | Ganador   |
| 2006 | Mejor álbum de música urbana          | Calle 13                    | Ganador   |
| 2006 | Mejor vídeo versión corta             | «Atrévete-te-te»            | Ganador   |
| 2007 | Mejor álbum de música urbana          | Residente o visitante       | Ganador   |
| 2007 | Mejor canción urbana                  | «Pa'l norte»                | Ganador   |
| 2007 | Álbum del año                         | Residente o visitante       | Nominado  |
| 2007 | Mejor vídeo versión corta             | «Tango del pecado»          | Nominado  |
| 2009 | Mejor vídeo musical versión corta     | «La Perla»                  | Ganador   |
| 2009 | Mejor álbum de música urbana          | Los de atrás vienen conmigo | Ganador   |
| 2009 | Álbum del año                         | Los de atrás vienen conmigo | Ganador   |
| 2009 | Mejor canción alternativa             | «No hay nadie como tú»      | Ganador   |
| 2009 | Grabación del año                     | «No hay nadie como tú»      | Ganador   |
| 2011 | Mejor álbum del año                   | Entren los que quieran      | Ganador   |
| 2011 | Mejor álbum urbano                    | Entren los que quieran      | Ganador   |
| 2011 | Mejor canción del año                 | «Latinoamérica»             | Ganador   |
| 2011 | Mejor grabación del año               | «Latinoamérica»             | Ganador   |
| 2011 | Mejor canción alternativa             | «Calma pueblo»              | Ganador   |
| 2011 | Mejor vídeo musical versión corta     | «Calma pueblo»              | Ganador   |
| 2011 | Mejor canción urbana                  | «Baile de los pobres»       | Ganador   |
| 2011 | Mejor canción tropical                | «Vamo' a portarnos mal»     | Ganador   |
| 2011 | Mejor productor del año               | Calle 13 y Rafael Arcaute   | Ganador   |
| 2014 | Grabación del año                     | «Respira el Momento»        | Nominado  |
| 2014 | Álbum del año                         | «Multi viral»               | Nominado  |
| 2014 | Canción del año                       | «Ojos Color Sol»            | Nominado  |
| 2014 | Mejor interpretación de música urbana | «Adentro»                   | Nominado  |
| 2014 | Mejor álbum de música urbana          | «Multi_Viral»               | Ganador   |
| 2014 | Mejor música urbana                   | «Adentro»                   | Nominado  |
| 2014 | Mejor canción alternativa             | «El Aguante»                | Ganador   |
| 2014 | Mejor productor del año               | Eduardo Cabra               | Nominado  |
| 2014 | Mejor video musical (versión corta)   | «Adentro»                   | Nominado  |

Premios Grammy
| Año  | Premio                                 | Trabajo                     | Resultado |
| ---- | -------------------------------------- | --------------------------- | --------- |
| 2008 | Mejor álbum urbano latino              | Residente o visitante       | Ganador   |
| 2010 | Mejor álbum urbano latino              | Los de atrás vienen conmigo | Ganador   |
| 2015 | Mejor álbum de rock latino/alternativo | Multi viral                 | Ganador   |

Premios MTV Latinoamérica
| Año  | Premio               | Trabajo              | Resultado |
| ---- | -------------------- | -------------------- | --------- |
| 2006 | Artista promesa      | Calle 13             | Ganador   |
| 2009 | Mejor artista urbano | Calle 13             | Ganador   |
| 2009 | Mejor grupo o dúo    | Calle 13             | Nominado  |
| 2009 | Vídeo del año        | «Electro Movimiento» | Nominado  |

Premios Billboard de la música latina
| Año  | Premio                  | Trabajo  | Resultado |
| ---- | ----------------------- | -------- | --------- |
| 2006 | Mejor álbum de reguetón | Calle 13 | Nominado  |

Festival Internacional de la Canción de Viña del Mar
| Año  | Premio                                                           |
| ---- | ---------------------------------------------------------------- |
| 2008 | - Antorcha de Plata - Antorcha de Oro - Gaviota de Plata         |
| 2011 | - Antorcha de Plata (rechazaron acceder a los premios restantes) |

Instituto Cubano de la Música
| Año  | Premio                         | Resultado |
| ---- | ------------------------------ | --------- |
| 2010 | Premio Internacional Cubadisco | Ganador   |